# Місія неможлива: Розплата. Частина перша
«Мі́сія неможли́ва: Розпла́та. Части́на пе́рша» (англ. Mission: Impossible – Dead Reckoning Part One) — американський шпигунський бойовик 2023 року, знятий Крістофером Маккворрі. Продовження фільму «Місія неможлива: Фолаут» (2018) і загалом сьома частина в серії фільмів «Місія неможлива». У головних ролях: Том Круз, Ребекка Фергюсон, Пом Клементьєв, Гейлі Етвел, Ванесса Кірбі.
Прем'єра фільму в США відбулася 12 липня 2023 року.

## Сюжет
Історія обертається навколо Ітана Ганта та його команди, коли вони стикаються з таємничим ворогом — штучним інтелектом — відомим як «Сутність», і Гант змушений вважати, що ніщо не може мати більшого значення, ніж його місія за справедливість.
Події нової частини відбуваються через деякий час після фіналу шостої частини "Місія нездійсненна: Фолаут", що вийшла на екрани у 2018 році. На початку фільму (що точно порадує українців, адже там ефектно підривають російський підводний човен) глядачів підводять до головного антагоніста фільму – шпигунської програми, яка еволюціонувала у так звану "Сутність" і тепер планує захопити світ.
Далі глядачі повертаються до Ітана Ганта, який отримує чергове небезпечне завдання – відшукати дуже важливі ключі. Погодившись на нову справу, герой потрапляє у вир подій, що можуть бути фатальними для нього та його близьких, одночасно стикаючись з привидом зі свого минулого.

## У ролях
| Актор            | Роль               |
| ---------------- | ------------------ |
| Том Круз         | Ітан Гант          |
| Гейлі Етвел      | Ґрейс              |
| Вінг Реймс       | Лютер Стікелл      |
| Саймон Пегг      | Бенджі Данн        |
| Ребекка Фергюсон | Ільза Фауст        |
| Пом Клементьєв   | Періс              |
| Ванесса Кірбі    | Аланна Міцополіс   |
| Фредерік Шмідт   | Зола Міцополіс     |
| Шей Віґем        | Девід Рамсфельд    |
| Генрі Черні      | Юджин Кітрідж      |
| Есай Моралес     | Габріель           |
| Кері Елвес       | Денлінгер          |
| Марк Ґетісс      | керівник АНБ       |
| Індіра Варма     | керівниця РУМО США |
| Чарльз Парнелл   | керівник НОР       |

## Фільмування
Знімання розпочалося у Венеції (Італія) 20 лютого 2020 року, де мало тривати три тижні, далі планувалася робота в Римі з середини березня. Проте процес припинився за кілька днів через пандемію коронавірусу COVID-19. Частина знімальної команди фільму була заблокована у готелі. З цього почалась серія невдач через коронавірус. Тома Круза не було  серед тих, хто під час спалаху епідемії перебував у Венеції.
Помічник режисера Томмі Ґормлі повідомив, що група сподівається поновити роботу над фільмом у вересні, завершити її — у квітні-травні 2021 року.
Восени зйомки перенесли у Велику Британію. Аби зменшити ризик інфікування, Том Круз готовий був створити містечко з трейлерів, в яких жили б виключно члени знімальної групи.
Ходили чутки, що частину сцен будуть знімати в Україні. Маккворрі визнав, що на якомусь етапі йому дійсно сподобалась ідея познімати в Україні, але режисер відмовився від цієї ідеї.

## Випуск
Прем'єра фільму запланована на 14 липня 2023 року. Спочатку прем'єра була намічена на 27 травня 2022 року, проте 1 вересня 2021 року Paramount Pictures оголосила, що фільм вийде 30 вересня 2022 року. Пізніше прем'єру знову перенесли на поточну дату.
В Україні прем'єра фільму відбулася на 9 липня 2023 року, а допрем'єрний показ — 8 липня 2023 року відповідно.

## Виноски
1. ↑  Разом із виходом фільму на стримінгових платформах його назва була змінена на «Місія неможлива: Розплата»[7]